# نورا رتی
نورا رتی (انگلیسی: Noora Räty؛ زادهٔ ۲۹ مهٔ ۱۹۸۹) بازیکن هاکی روی یخ اهل ایالات متحده آمریکا است.